# Teateråret 1896

## Årets uppsättningar

### Februari
- 1 februari – Giacomo Puccinis opera La Bohème uruppförs i Turin, Italien [1].

### April
- 15 april – Anna Wahlenbergs pjäs Farbror Pål har urpremiär på Dramaten i Stockholm [2].

### Maj
- 9 maj – Laura Marholm Hanssons pjäs Otteringning har urpremiär på Stora teatern i Göteborg [3].

### Okänt datum
- Alfred Jarrys pjäs Ubu roi uruppfördes på Théâtre de l'Œuvre i Paris.
- Gustaf von Numers pjäs Pastor Jussilainen från 1895 uruppfördes på Svenska Teatern i Helsingfors.